# Dieter Wellmann

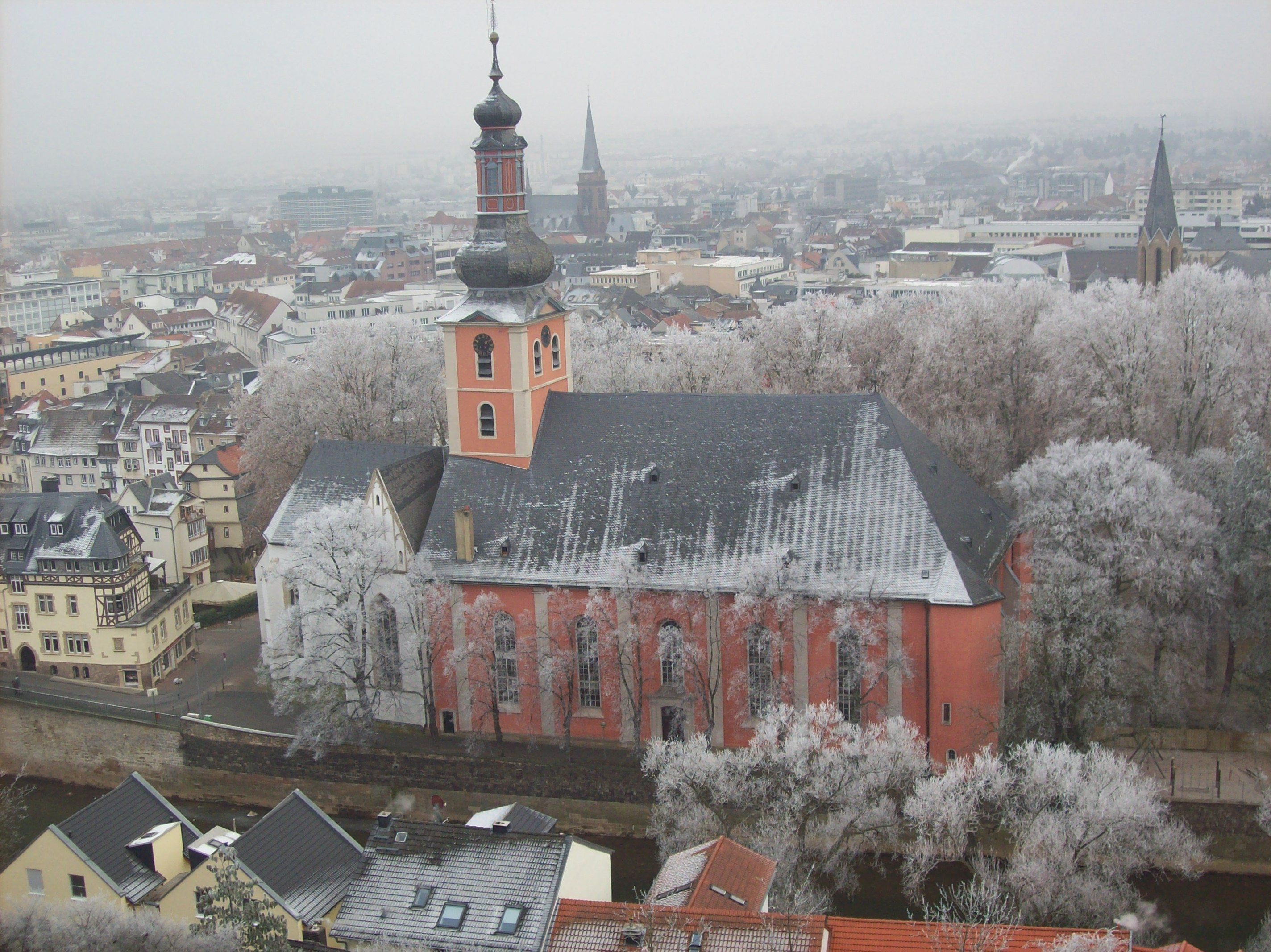
Pauluskirche Bad Kreuznach

Dieter Wellmann (* 28. Januar 1933 in Berlin; † 30. Juni 2025) war ein deutscher Kirchenmusiker und Komponist.

## Leben und Wirken
Er studierte an der Kirchenmusikschule in Halle (Saale), wo er 1957 das A-Examen absolvierte. Wesentliche Lehrer waren Gerhard Bremsteller (Orgel), Heinz Wunderlich (Liturgisches Orgelspiel), Eberhard Wenzel (Chorleitung und Tonsatz). Weitere Orgelstudien führten ihn zu Marie-Claire Alain, Louis Toebosch und Helmuth Rilling (Sommerakademie Haarlem / Bach-Akademie Stuttgart). Er war zunächst als nebenamtlicher Kirchenmusiker in Landsberg-Gollma und vertretungsweise in der Studentengemeinde Halle tätig. Von 1958 bis 1960  war er Kantor in Siegen-Weidenau. Von 1960 bis 1996 wirkte er als Kirchenmusiker an der Pauluskirche in Bad Kreuznach, seit 1963 auch als Kreiskantor des Kirchenkreises An Nahe und Glan. 1978 erfolgte die Ernennung zum Kirchenmusikdirektor. Zum Kreis seiner Schüler gehörten Helmut Freitag, Helmut Langenbruch, Gerd-Peter Münden und Udo Schneberger, Hendrik Ritter, Silke Hamburger, Oliver Vogt, Gerd Weimar u. a. Sein kompositorisches Schaffen war vorwiegend durch die eigene Praxis inspiriert.
Mit Kursen für den kirchenmusikalischen Nachwuchs, mit der Leitung von Kinder- und Senioren-Singwochen und im Prüfungskollegium der Kirchenmusikschule Düsseldorf arbeitete er auch auf der Ebene der Ev. Kirche im Rheinland mit.
Wellmann war mit der Kirchenmusikerin und Blockflötistin Eva-Marie Wellmann verheiratet, für deren Blockflötenensemble Fluturas sowie für deren Orff-Instrumentalkreis und gemeinsame Kinderchorpraxis er einige Werke komponierte. Als Ruheständler lebte er in Stromberg.

## Trivia
Im Ruhestand reaktivierte Wellmann ein altes Steckenpferd aus Kindertagen: die Konstruktion von Bauwerken aus Ankersteinen. In Zusammenarbeit mit der Herstellerfirma entwarf er einen Nachbau des Brandenburger Tores, der im Berliner Kaufhaus des Westens ausgestellt wurde. Dieter Wellmann starb Ende Juni 2025 im Alter von 92 Jahren.

## Werke
- Gloria in excelsis Deo – Allein Gott in der Höh, Motette; Eres
- Choralvorspiele; vorwiegend bei Eres 2008, zum Teil bei Hänßler und Carus; Veröffentlichung der GdO
- Naheländisches Orgelbuch. 20 Miniaturen; Veröffentlichung der GdO; Eres 2004
- Toccata, Choral und Fuge über das Michaelslied „Herr Gott, dich loben alle wir“; Eres 1994
- Ich will dich rühmen. Psalm 104 für Kinderchor und Instrumente; Strube 1992
- Suchet das Wohl der Stadt. Festmotette zum Jubiläum einer Stadt; Strube 1993
- Der Zauberlehrling. Chorballade nach Goethe für gemischten Chor und Klavier; Eres 1994
- Dies ist der Tag, den der Herr macht – Introitus für 4 kirchliche Festtage; Strube 1995
- Es sungen drei Engel, Liedmotette; Strube 1995
- Engel und Mensch. Für mittlere Stimme und Orgel; Eres 1998
- Christus-Hymnus. Für Sopran und Tenor und Orgel; Eres 1998
- Die Weihnachtsgeschichte. Für Tenor, dreistimmigen Kinderchor und Stabspiele; Eres
- Die Vogelhochzeit. Chorvariationen in musikgeschichtlicher Stilfolge; Eres 1984
- Eine musikalische Reise durch Europa (Lieder a.d. UNESCO-Liederbuch) für Kinderchor; Eres
- X-ette. Studienstücke für die Großbassflöte im Blockflötenensemble; Eres 1990
- Liturgie mehrstimmig. Dialogische Chorsätze zum Ordinarium (mit Gemeinde) 4 bis 8-stimmig; Merseburger
- Sieben alte und neue Weihnachtslieder. Fünfstimmige Chorsätze; Bärenreiter
- Altchristliches Segensgebet. Fünfstimmige Motette; Strube
- Chor- und Orgelsätze zu Liedern des EKG und EG; Strube, Merseburger, Hänßler, Carus
- Ludus alternus triplex. Wechselspiel für 5 Bläser, Orgel und Schlagzeug; Manuskript
- Inveni David. Invocation als Eröffnung zu „König David“ von A. Honegger; Manuskript
- Petri Fischzug. Evangelienmotette; Eres 2008

## Tonträger
- Choralpartiten des Barock; Langspielplatte Pelca, 1979
- Naheländisches Orgelbuch; Eres CD, 2007
- Die Vogelhochzeit; Eres CD, 2007
- Choralvorspiele; Eres CD 2914, 2008